# 変身 (ORIGINAL LOVEのアルバム)
『変身』（へんしん）は、ORIGINAL LOVEの3枚目のベスト・アルバム。1999年3月17日にポニーキャニオンよりリリースされた。

## 概要
前作「The Very Best of ORIGINAL LOVE」より約3年ぶりとなるベスト・アルバム。活動10周年記念企画。
ほぼ同内容のDISC1とスタジオライブアルバムのDISC2、ヒストリービデオをセットにした限定BOX『変身セット』が同時発売。
2014年9月3日にHQCD盤が発売。
2022年2月現在7番目に売れたCDアルバム。

## 収録曲
1. 夜をぶっとばせ(LET’S SPEND THE NIGHT TOGETHER)
非公認シングル
2. 月の裏で会いましょう
2ndシングル
3. ヴィーナス
3rdシングル
4. 朝日のあたる道(AS TIME GOES BY)
6thシングル
5. 接吻(kiss)
5thシングル
6. 夢を見る人
7thシングル
7. 流星都市
アルバム『RAINBOW RACE』収録曲
8. プライマル
8thシングル
9. Words of Love
9thシングル
10. Hum a Tune
アルバム『Desire』収録曲
11. ディア・ベイビー
11thシングル
12. Crazy Love
13thシングル
13. Never Give Up
初音源化。「ウゴウゴルーガ」エンディングテーマ[3]
14. ORANGE MECHANIC SUICIDE(ハラハラレーベル音源)
アルバム『ORIGINAL LOVE』収録曲
15. STARS
14thシングル